# Liên đoàn bóng đá Tahiti
Liên đoàn bóng đá Tahiti (tiếng Pháp: Fédération Tahitienne de Football) là tổ chức quản lý, điều hành các hoạt động bóng đá ở Polynesia thuộc Pháp. Liên đoàn quản lý đội tuyển bóng đá quốc gia nam và nữ, tổ chức các giải bóng đá như vô địch quốc gia, cúp quốc gia, Cúp bóng đá Polynésie... Liên đoàn bóng đá Tahiti gia nhập FIFA và OFC cũng năm 1990.